# Serrapilheira
Serapilheira, serrapilheira, manta morta ou liteira é a camada formada pela deposição dos restos de plantas (folhas, ramos) e acúmulo de material orgânico vivo em diferentes estágios de decomposição que reveste superficialmente o solo ou o sedimento aquático. É a principal via de retorno de nutrientes ao solo ou sedimento.

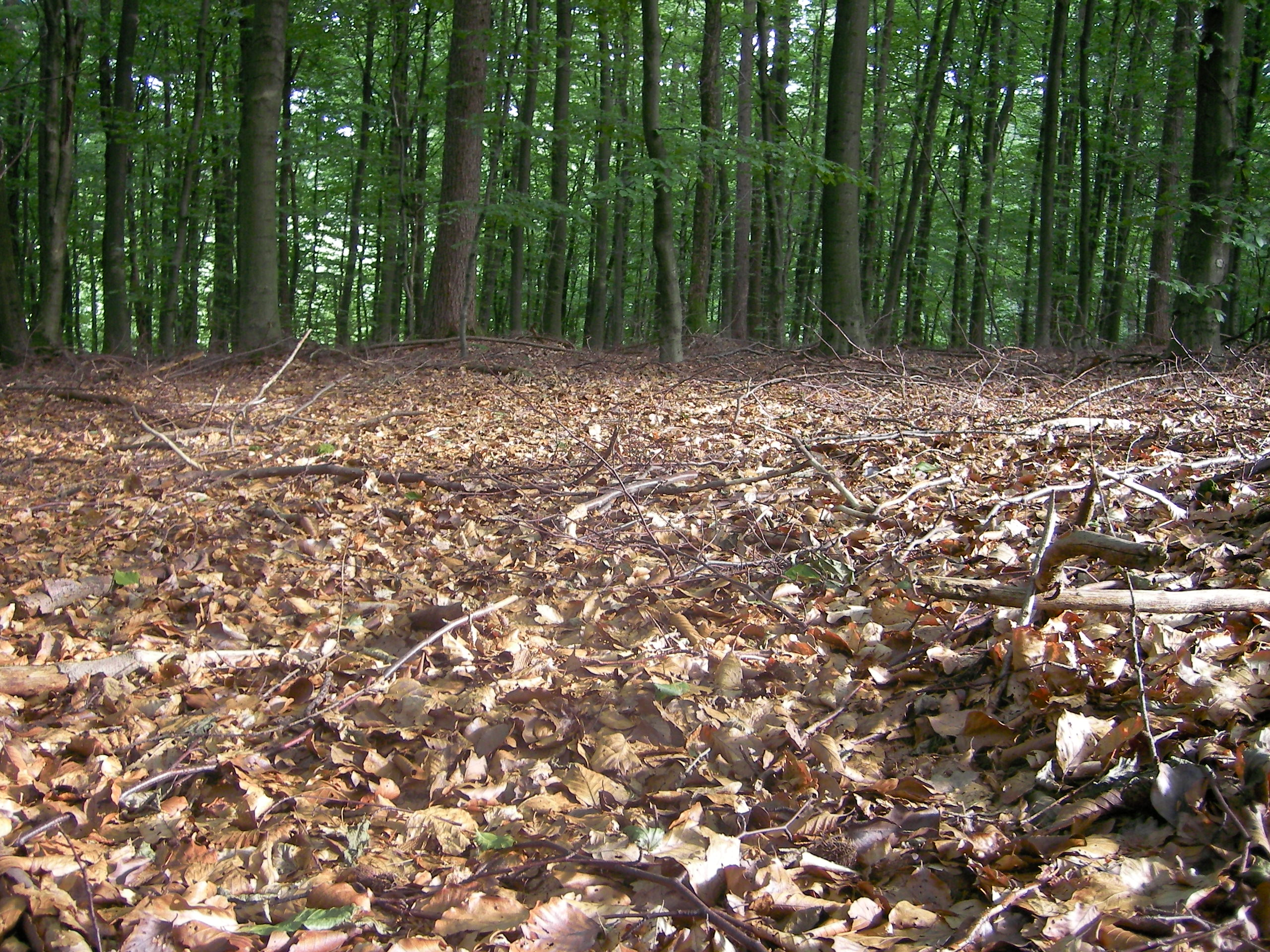
Acúmulo de serrapilheira

## Composição
Ela é composta por restos vegetais como folhas, caules, ramos, frutos, flores, sementes, por restos de animais, excretas e material fecal. Porém tais componentes variam de acordo com o ecossistema no qual estão inseridos e das características do mesmo. Em ecossistemas aquáticos, por exemplo, pode haver detritos algais, e também detritos da vegetação florestal do entorno (folhas, ramos, frutos), quando for o caso. Em todos os biomas florestais, a serrapilheira é formada majoritariamente por folhas. Desta forma, a composição da serrapilheira é determinada qualitativamente e quantitativamente por diversos fatores, tais como:
- Fitofisionomia do bioma (vegetação madura dominante);
- Macrofauna e mesofauna presentes;
- Diversidade da microbiota decompositora;
- Taxas em que ocorre a decomposição;
- Biogeoquímica do solo ou do sedimento aquático;
- Por possíveis distúrbios;
- pH;
- Pelas diversas variáveis ambientais, como clima (umidade, temperatura, precipitação pluviométrica), topografia e latitude.

## Dinâmica da serrapilheira
Dinâmica da serrapilheira se refere aos seus processos de formação, acúmulo e decomposição. Mesmo dentro de um mesmo ecossistema a dinâmica da serrapilheira pode não ser a mesma ao longo de ano, pois pode variar de acordo com a sazonalidade da região e a possíveis distúrbios naturais ou antrópicos. Compreender a dinâmica da serrapilheira é de extrema importância, pois ela é a responsável pela restauração física, química e biológica da qualidade do solo, aumentando a sua capacidade de trocas catiônicas (CTC).
Por meio do monitoramento dos processos envolvidos na dinâmica da serrapilheira podem-se aferir importantes fatores como taxas de produtividade, decomposição e ciclagem de nutrientes e com estes dados caracterizar o ecossistema de maneira geral. Tais dados aliados ao conhecimento da estrutura das comunidades e a dados abióticos podem ainda ser usados como indicadores do funcionamento do sistema solo-vegetação ou sedimento-água, e fornecer informações sobre o grau de integridade da área.

## Importância ecológica
A serrapilheira ajuda a manter a integridade de sistemas florestais, pois atenua os processos erosivos, fornece substâncias que agregam as partículas do solo (tornando-o estruturalmente mais estável), funciona como isolante térmico e ao mesmo tempo que age como uma barreira que evita a intensa lixiviação pela ação das chuvas, retém considerável proporção de água, reduzindo a evaporação do solo. Tais condições permitem o desenvolvimento de um amplo espectro de nichos para a mesofauna e contribuem substancialmente para o crescimento e desenvolvimentos das plantas.
A produtividade (primária e secundária) e a fertilidade do solo de um determinado ecossistema são fortemente condicionadas pela dinâmica da serrapilheira. Isso porque ela é a principal via de transferência de matéria orgânica para o solo, e possibilita o reaproveitamento dos nutrientes pela biota do solo. Este processo de reaproveitamento é conhecido como ciclagem de nutrientes.
Esta entrada de nutrientes via serrapilheira dar-se por intermédio da decomposição (lixiviação, fragmentação, humificação e mineralização). As taxas em que tais processos da decomposição ocorrem são de fundamental importância, pois determinam o volume de serrapilheira presente na região ao longo do ano e a quantidade de nutrientes que é transferida ao solo. Quando ocorrem lentamente, os nutrientes podem ficar retidos na serrapilheira, ocasionando o fenômeno do "aprisionamento" de nutrientes.
Outro ponto fundamental reside no fato da serrapilheira abrigar o Banco de Sementes e propágulos, que representam a capacidade de regeneração da flora e está associada ao conceito de resiliência do ecossistema. Se hover a queda de uma árvore ou a remoção da vegetação, é este banco de sementes que garante a sucessão florística.

## Gradientes de produção e acúmulo de serrapilheira
Em florestas tropicais úmidas (pluviais) onde há folhas largas e sempre verdes, a produção de serrapilheira é contínua ao longo do ano, porém, não são observados grandes acúmulos devido à acelerada decomposição que ocorre muito eficientemente, devido às condições climáticas de umidade e temperatura, que atingem um ponto ótimo, favorecendo a proliferação de microorganismos decompositores. Neste bioma a chuva é distribuída ao longo do ano inteiro e a variação de temperatura entre o inverno e o verão é pequena.
Devido a esta alta taxa de retorno de nutrientes ao solo, as plantas investem em biomassa e não desenvolvem mecanismos para reter folhas, já que estas podem ser produzidas rapidamente, não precisando aprisionar os elementos. As raízes das árvores podem ser adventícias, capturando os nutrientes na parte superficial do substrato. Na mata de galeria, por exemplo, as raízes podem ser mais superficiais ou finas justamente para poderem adquirir os nutrientes diretamente da serrapilheira que se encontra em decomposição.
Em florestas tropicais sazonais semidecíduas, onde a precipitação pluviométrica não é regular ao longo do ano, uma estratégia evolutiva que foi selecionada naturalmente na vegetação é perder as folhas pouco antes do início do período da chuva, o que acarreta um aumento substancial da serrapilheira e maior aproveitamento da umidade que como falado anteriormente, é fator propício para a proliferação de organismos decompositores.
Em florestas boreais, ao contrário do observado em florestas tropicais úmidas, a taxa de decomposição é lenta, levando ao acúmulo de uma espessa camada de serapilheira formada em grande parte pelas folhas aciculadas das coníferas. Isso ocorre porque neste bioma durante grande parte do ano as temperaturas são muito baixas, com um longo período de neve, o solo é pobre em nitrogênio, tudo isso faz com que a serrapilheira seja processada lentamente, pois tão condições dificultam a ação da biota decompositora.
No ambiente de cerrado rupestre a vegetação é esclerófila, adaptada a condições de alta radiação solar, solos com baixa umidade e pobres nutricionalmente. As plantas perdem menos folhas, pois não há tanta disponibilidade de nutrientes essenciais para a produção de biomassa e investem em toxicidade para combater a herbivoria. Toxicidade gera substâncias complexas difíceis de serem decompostas, pois demandam bactérias específicas. Somando-se a isso nos períodos de seca, pelo fato das folhas serem rígidas a decomposição ocorre ainda mais lentamente.
Em estudo realizado em 2007, Maman et al. avaliaram a produção e o acúmulo de serapilheira em dois fragmentos de biomas do cerrado do sudoeste do estado de Mato Grosso, o Cerradão e a Mata de Galeria. Constataram que a produção de serrapilheira tanto na Mata de Galeria como no Cerradão são contínuas ao longo do ano, porém as quantidades são diferentes para cada um deles. Foram também constatadas as maiores deposições na Mata de Galeria em relação ao Cerradão tanto para serrapilheira produzida, como na acumulada. Em ambos os biomas a fração foliar da serrapilheira foi a parcela mais significativa quantitativamente.

## Decomposição da serrapilheira
A serrapilheira também pode ser usada para aferir a taxa de decomposição em um determinado ecossistema. A constante K da decomposição pode ser assim expressa: K=Queda de serrapilheira / Deposição de serrapilheira
Onde o numerador representa a quantidade de serrapilheira que entrou no ecossistema e o denominador representa a quantidade que permaneceu, ou seja, a quantidade que ainda não foi processada.
Diversos estudos são feitos medindo as taxas de perda foliar da serrapilheira como indicador de porcentagem de decomposição. Momolli et al., 2018 estudaram ao longo de 36 meses a dinâmica decomposição da serapilheira em uma plantação de Eucalyptus dunnii. Os autores constataram que passado o período avaliado, ainda 30% da massa não havia sido decomposta. O tempo de meia vida estimado foi de 1,51 anos. 

## Sazonalidade da Serapilheira
A deposição de serapilheira mostra-se com caráter sazonal. Diversos fatores estão envolvidos, característica da espécie, solo, regime de precipitação, temperatura entre outros. Momolli et al., 2019, por meio de análise de correlação de Pearson entre a quantidade de serapilheira produzida e as variáveis meteorológicas, mostraram que a temperatura, evapotranspiração e a radiação solar explicam significativamente o padrão de deposição.

Como foi visto no tópico "Importância Ecológica", a serapilheira representa a mais importante via na ciclagem de nutrientes. Diversos estudos têm mostrado importantes aportes nutricionais por meio da deposição da serapilheira. Em um plantio comercial de Eucalyptus dunnii, Momolli et al., 2019 quantificaram uma entrada de 215 kg ha-1 dos macronutrientes Nitrogênio, Fósforo, Potássio, Cálcio, Magnésio e Enxofre. Em mesmo plantio com a mesma espécie, Momolli et al., 2019 encontraram uma deposição de 8,04 kg ha-1 dos micronutrientes Boro, Cobre, Ferro, Manganês e Zinco. Todos esses aportes representam importantes fontes nutricionais que auxiliam na manutenção da capacidade produtiva, proporcionando um ambiente mais favorável à fauna do solo e proteção contra os processos erosivos durante os períodos de precipitação. 

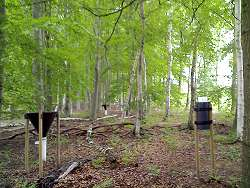
Coletores instalados para interceptar matéria orgânica proveniente das árvores

## Coleta e análise
Para a quantificação da produção de serapilheira, podem ser instalados diversos tipos de coletores, caixas, recipientes plásticos ou redes confeccionadas com tela de náilon que são suspensos do solo a uma determinada altura para captar a matéria orgânica que cai das árvores. O material coletado é levado ao laboratório, seco em estufa e separado por porção foliar, caules, raízes e partes reprodutivas. Após essa etapa são feitas as pesagens e quantificações.
Desta forma diversos autores se dedicam a estudar a produção de serapilheira e sua decomposição em diferentes regiões, o que auxilia na compreensão do funcionamento e manejo dos ecossistemas.